# سي. إتش. دود
تشارلز هارولد دود (بالإنجليزية: C. H. Dodd)‏ (7 إبريل 1884 - 21 سبتمبر 1973) كان عالم ويلزي في العهد الجديد ولاهوتي بروتستانتي مؤثر.
معروف لترويجه «علوم الآخرة المدركة» وهو الاعتقاد بأن يسوع يشير إلى ملكوت الله تعني في الوقت الحاضر من الواقع بدلا من نهاية العالم في المستقبل.

## حياته
ولد دود في ريكسهام بدنبيشير في ويلز، وهو شقيق للمؤرخ إيه. إش. دود. درس الكلاسيكيات في كلية جامعة أكسفورد عام 1902. وبعد تخرجه في عام 1906 قضى سنة في برلين، حيث كان قد تأثر أدولف هارناك.
وكان خادم أبرشية لمدة ثلاث سنوات في ورك (إنجلترا) بعد أن تم تعيينه عام 1912 وقبل الخوض في الأوساط الأكاديمية. ومن عام 1915 كان محاضر ييتس في العهد الجديد في جامعة أكسفورد. وأصبح أستاذ رايلاندز لنقد الكتاب المقدس والتفسير في جامعة فيكتوريا في مانشستر عام 1930. وكان أستاذ اللاهوت في جامعة كامبريدج من عام 1935، وأصبح أستاذا فخريا في عام 1949. شمل طلابه من جامعة كامبريدج ديفيد دوب ودبليو. دي. ديفيز. قاد الثلاثة معا -كل من خلال عمله- التغييرات في دراسات العهد الجديد التي أدت إلى منظور جديد للمنح الدراسية لطلاب ديفيس، وإي. بي. ساندرز.
أدار عمل مترجمين الكتاب المقدس الجديد باللغة الإنكليزية عام 1950.
توفي دود بعد أن طعن في العمر. ابنة دود راشيل تزوجت من باحث العهد القديم القس إي. دبليو. هيتون في عام 1951.

## روابط خارجية
- سي. إتش. دود على موقع الموسوعة البريطانية (الإنجليزية)